# Polizeiruf 110: Das Haus an der Bahn
Das Haus an der Bahn ist ein deutscher Kriminalfilm von Gerhard Respondek aus dem Jahr 1972. Der Fernsehfilm erschien als 5. Folge der Filmreihe Polizeiruf 110.

## Handlung
Nach einer Feier im Klubhaus drängt der angetrunkene Rolle die junge Lu dazu, sich von ihm auf dem Moped nach Hause fahren zu lassen. Widerstrebend stimmt sie zu, zumal sie so ihre Bekannte Doris nicht begleiten kann, die nun mit dem Fahrrad allein nach Hause fährt. Rolle jedoch schlägt mit Lu einen anderen Weg ein und hält unweit einer Abzweigstelle der Bahn. Er bedrängt sie in einem leerstehenden Haus an den Gleisen und reagiert wütend, als sie ihn beißt. Er geht. Wenig später hört Lu Schritte in einer Etage unter ihr. Als ein Zug das Haus passiert, hört man ihren Schrei.
Lus Leiche wird am nächsten Morgen gefunden und Oberleutnant Peter Fuchs und Leutnant Vera Arndt nehmen die Ermittlungen auf. Über Nacht hat es geregnet und geschneit und Spuren sind kaum zu finden. Nur der Reifenabdruck von Rolles Moped kann gesichert werden. Rolle jedoch bestreitet die Tat und sagt aus, er habe nach dem Streit mit Lu abseits des Hauses auf sie gewartet. Als sie nicht aus dem Haus gekommen sei, sei er weggefahren. Alles deutet darauf hin, dass Lu von einem Zug erfasst wurde und an den Verletzungen starb. Lus Tod wird ihrem Vater, dem Bahnhofsvorsteher Steger gemeldet, der emotionslos reagiert. Er verdächtigt Bernhard Schramm, der an der Abzweigstelle als Schrankenwärter arbeitet. Einst war er unter Steger am Stellwerk beschäftigt, fiel bei ihm jedoch in Ungnade. Nicht nur klatschte man im Dorf über eine mögliche Beziehung des verheirateten Schramm zu Lu. Schramm war Steger zudem aufgrund seiner Neuerervorschläge, die zur Rationalisierung der Betriebsprozesse beitragen könnten und die Steger als Spinnereien abtat, ein Dorn im Auge. Die Strafversetzung an die Schranke, die Steger mit Unzuverlässigkeiten und Alkoholisierung nach einer Geburtstagsfeier begründete, waren in Wirklichkeit persönlicher Natur. Weitere Probleme in Stegers Wirkungskreis sind regelmäßige Expressgutdiebstähle. Auch in der Zeit um Lus Tod wurde erneut eine Kiste Spirituosen gestohlen.
Schramm kommt zunächst aufgrund einer Aussage des Schrankenwärters Paul Umbreit als Täter infrage. Umbreit war in den letzten Tagen wegen seiner Galle meist unpässlich und nur teilweise arbeitsfähig. Der alte Sasse sah ihn in der Tatnacht kurz vor Doris die Abzweigstelle passieren, während Schramm an der weiter entfernten Schranke zuerst Doris sprach, die ihrerseits Umbreit nicht gesehen hatte. Über die Rekonstruktion der Fahrtzeiten der die Strecke passierenden Züge kann Schramm entlastet werden. Er war zur Tatzeit mit dem Signalgeben für die Züge beschäftigt. Als die Ermittler Schramm erneut aufsuchen wollen, naht gerade ein Zug und Schramm will die Schranke herunterlassen. Der Seilzug klemmt jedoch, sodass die Schranke nicht geschlossen werden kann. Energisch hält Schramm das Auto der Ermittler sowie den nahenden Zug an, um eine Katastrophe zu verhindern. Als Vera Arndt die Schranke herunterlässt, schließt sie sich jedoch problemlos. Der informierte Bahnhofsvorsteher Steger sieht sich in seiner negativen Meinung über Schramm bestätigt und entlässt ihn fristlos. Schramm packt seine Sachen, findet in seiner Tasche jedoch noch den Schlüssel zur Lampenkammer des Weichenstellerhauses, die er kurz zuvor mit Paul Umbreit aufgesucht hatte und deren Schlüssel Umbreit am liebsten behalten wollte. Schramm begibt sich zur Lampenkammer und findet dort die gestohlene Kiste mit Spirituosen. Als plötzlich Peter Fuchs hinter ihm steht, gibt er zu, Lu umgebracht zu haben. Er berichtet den Ermittlern, dass Lu ihm vor drei Wochen bereits berichtet hatte, dass das Weichenstellerhaus als Umschlagplatz für die gestohlenen Expressgüter dient. Er habe ihr jedoch nicht geglaubt, zumal sich das vermeintliche Versteck einer Kiste als leer entpuppte.
Über die Fahrtzeiten von Doris und Umbreit auf ihren Fahrrädern wird deutlich, dass Umbreit in der Nacht zwischen Abzweigstelle und Schranke über 15 Minuten lang verschwunden war. In der Zeit konnte die hinter ihm fahrende Doris ihn überholen und eher mit Schramm an der Schranke sprechen, der dort einem vorbeifahrenden Zug Signale geben musste. Die Kriminalisten begeben sich zu Umbreits Haus und erwischen ihn, wie er gerade Kisten gestohlenen Expressguts im Garten vergraben will. Er gibt schließlich zu, Lu ermordet zu haben. Sie war im leerstehenden Bahnhofshaus, wo Rolle sie bedrängt hatte, auf ihn gestoßen, als er gerade gestohlene Ware wegbringen wollte. Sie beschimpfte ihn, und Umbreit stieß sie vor den gerade vorbeifahrenden Zug. Als er Angst haben musste, dass Schramm sein Versteck in der Lampenkammer findet, manipulierte er die Schranke, um eine Entlassung Schramms zu provozieren. Umbreit wird festgenommen und Schramm rehabilitiert. Auch Steger muss seine schlechte Meinung über Schramm relativieren, dessen Hartnäckigkeit erst zur Festnahme von Lus Mörder führte.

## Produktion
Das Haus an der Bahn wurde vom 7. Dezember 1971 bis 1. Februar 1972 unter anderem in Berlin und im Waldgebiet Wuhlheide gedreht. Die Kostüme des Films schuf Elisabeth Lützkenberg, die Filmbauten stammen von Christoph Lindemann. Das Haus an der Bahn erlebte am 26. März 1972 auf DFF 1 seine Fernsehpremiere.

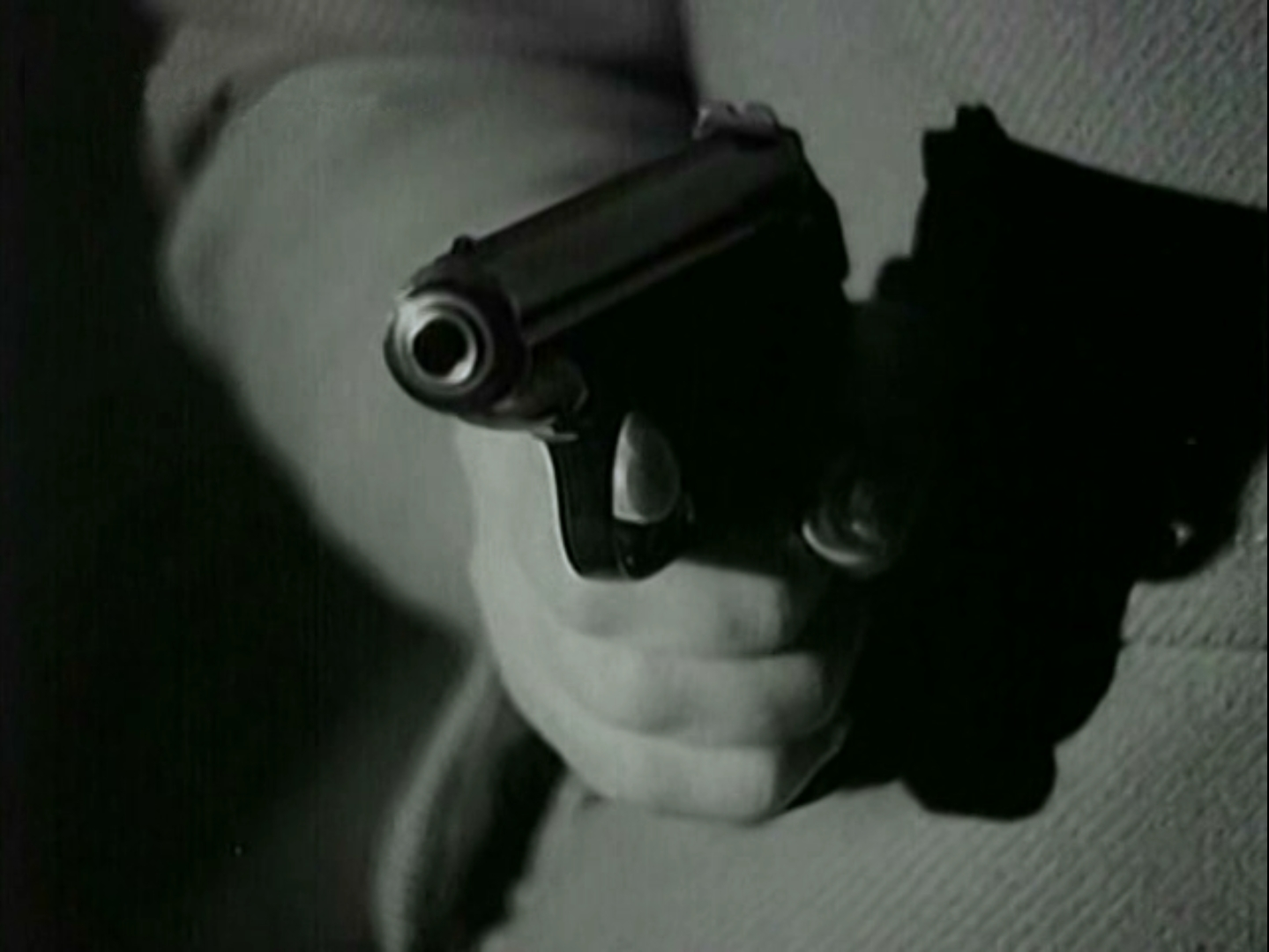
Vera Arndt hält Paul Umbreit auf.

Es war die 5. Folge der Filmreihe Polizeiruf 110. Oberleutnant Peter Fuchs und Leutnant Vera Arndt ermittelten in ihrem 5. Fall. Leutnant Arndt ist außerdem die erste Ermittlerin, die mit Schusswaffe in der Hand gezeigt wird, als sie Paul Umbreit an der Flucht hindert. Im Gegensatz zu vorherigen Fällen dominiert in Das Haus an der Bahn der Dialog, während sich Regisseur Respondek auf Groß- und Nahaufnahmen konzentriert. Als interessant hob die Kritik am Film hervor, dass „das Kollektiv nicht im Sinne der Klassenzugehörigkeit verklärt wird.“